# Tiempo solar verdadero
El tiempo solar verdadero es el tiempo observado por el movimiento diario del Sol en el firmamento. Se basa en el día solar verdadero, que es el intervalo entre dos retornos sucesivos del Sol a un meridiano local. El tiempo solar verdadero puede ser medido con un reloj de sol.
La duración de un día solar no es uniforme y varía a lo largo del año. El efecto acumulado de estas variaciones produce desviaciones estacionales de hasta 25 minutos de la media. El efecto tiene dos causas principales. En primer lugar, la órbita de la Tierra es una elipse y no un círculo, por lo que la traslación de la Tierra es más rápida cuando está más cercana al Sol (Perihelio) y más lenta cuando está más alejada del Sol (Afelio) (ver leyes de Kepler del movimiento planetario). En segundo lugar, debido a la inclinación axial de la Tierra (conocida como la oblicuidad de la eclíptica), el movimiento anual del Sol es a lo largo de un gran círculo (la eclíptica) que se inclina al ecuador celeste de la Tierra. Cuando el Sol cruza el ecuador en ambos equinoccios, el cambio diario del Sol (con relación a las estrellas de fondo) se encuentra en un ángulo a la línea ecuatorial, por lo que la proyección de este cambio en el ecuador es inferior a su promedio para el año, cuando el Sol está más lejos del ecuador en ambos solsticios. En consecuencia, los días solares verdaderos son más cortos en marzo y septiembre de lo que son en junio o diciembre.